# Пискоровці
Пискоровці або Пискорівці (словац. Piskorovce) — село в Словаччині, Врановському окрузі Пряшівського краю. Розташоване в східній частині Словаччини в південній частині Низьких Бескидів біля джерела потоку Ондалик.
Уперше згадується у 1408 році.
У селі є греко-католицька церква Покрови Пресвятої Богородиці (1936) з бароковим дзвоном 1764 року. У минулому за 200 метрів на північ від нього стояла дерев'яна церква 1891 року з 3 вежами, ще під час 2 світової війни в ньому була лікарня для ранених, часом дещо змінила свою подобу, деякі ікони з неї перенесено до нової церкви.

## Населення
| Рік:            | 1993 | 2003    | 2013    | 2023     |
| --------------- | ---- | ------- | ------- | -------- |
| Кількість осіб: | 168  | 160     | 145     | 115      |
| Різниця:        |      | -4,76 % | -9,37 % | -20,68 % |

| Рік:            | 2022 | 2023    |
| --------------- | ---- | ------- |
| Кількість осіб: | 113  | 115     |
| Різниця:        |      | +1,76 % |

У селі проживає 145 осіб.
Національний склад населення (за даними перепису 2001 року):
- словаки — 86,50 %,
- русини — 13,50 %.

Склад населення за приналежністю до релігії станом на 2001 рік:
- греко-католики — 93,87 %,
- римо-католики — 4,29 %,
- православні — 1,23 %,
- не вважають себе вірянами або не належать до жодної конфесії — 0,61 %.